# 1752 au théâtre
| Années du théâtre : 1749 - 1750 - 1751 - 1752 - 1753 - 1754 - 1755    |
| Décennies du théâtre : 1720 - 1730 - 1740 - 1750 - 1760 - 1770 - 1780 |

## Événements
- Jean Monnet fait édifier dans la foire Saint-Laurent à Paris un théâtre dont il confie à François Boucher la décoration.

## Pièces de théâtre représentées
- 18 octobre : Le Devin du village de Jean-Jacques Rousseau, au château de Fontainebleau devant le roi Louis XV et la Pompadour.

## Naissances
- 19 août : Alexandre Bultos, comédien et directeur de théâtre bruxellois, mort le 30 juin 1801.
- 27 septembre : Michel de Cubières, écrivain et dramaturge français, mort le 18 août 1820.

## Décès
- 19 février : Barthélemy Pitrot, acteur et danseur français, mort le 30 janvier 1696.
- 19 septembre : Louis Fuzelier, auteur dramatique, poète et chansonnier français, né en 1672 ou le 24 octobre 1674.
- Date précise non connue :
  - Grazio Braccioli, juriste italien, librettiste d'opéra, né en 1682.